# HD 6114
HD 6114，又名BD+46 243，SAO 36875、HR 289，是一颗恒星，视星等为6.45，位于銀經124.97，銀緯-15.45，其B1900.0坐标为赤經0h 57m 15.9s，赤緯+46° -15.45′ 20″。